# ゴロディシチェ (遺跡)

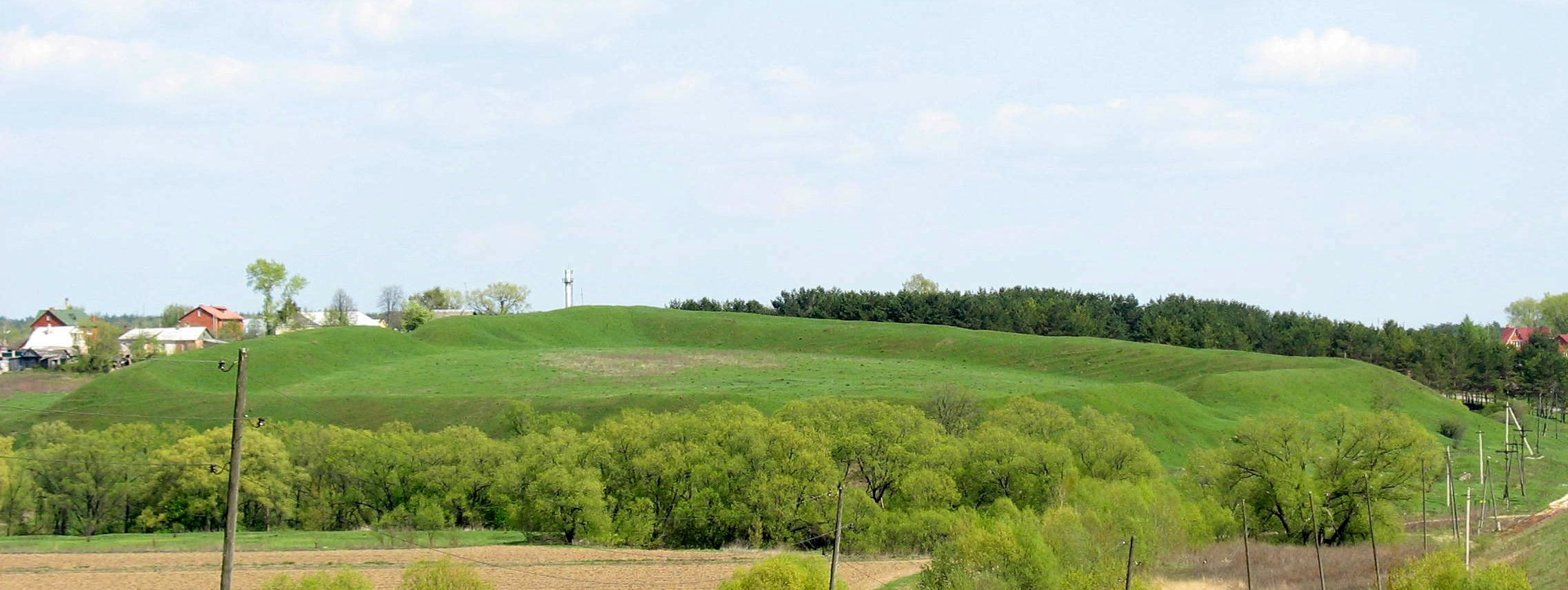
モスクワ州スタラヤ・カシラ(ru)（16 - 17世紀）

ゴロディシチェ（ロシア語: Городище / 音写例：ガラディーッシ）とは、ロシア語で、防衛設備（一般的には土塁や堀）を備えた、都市、城、領主の屋敷、聖堂などの居住地の遺構を意味する言葉である。考古学的には銅器時代から近現代（16 - 17世紀）までの遺構を指す。
ルーシ（ロシア・ウクライナ・ベラルーシ）の大規模なゴロディシチェは、デティネツ（内城）とそれを囲むオコリヌィー・ゴロド(ru)（直訳：周囲の都市）を、防衛設備内に有している。また、大抵の大規模なゴロディシチェには、防衛設備外にポサード（主に商工業者の居住地）の遺構が接しており、防衛設備外の遺構が、防衛設備内の遺構よりも広大なものもしばしばある。さらに、ゴロディシチェの付近では墓地の跡も原則的に認められる。A.クザ(ru)は、少なくとも2.5ヘクタール（25000㎡）以上のものをゴロディシチェとみなした。一方、二重あるいは三重の土塁と堀を備えたキエフ・ルーシ期のゴロディシチェも存在するが、500から2000m2程度の規模である。また、これらは河川の合流地点や谷間を活用し、高所に位置するのが一般的である。
なお、ゴロディシチェという単語はルーシの年代記（レートピシ）中にも見ることができる。また、ロシア・ウクライナ・ベラルーシの地名としても用いられている。遺構のゴロディシチェに対し、日本語文献では都市遺跡、遺跡、城趾などの訳語が当てられている。